# بيلي باسيت
بيلي باسيت (بالإنجليزية: Billy Bassett)‏ (8 يونيو 1912 في المملكة المتحدة - 1977) هو لاعب كرة قدم بريطاني في مركزي الدفاع وقلب الدفاع. لعب مع كارديف سيتي وكريستال بالاس ووولفرهامبتون واندررز وأبردير تاون ‏ ونادي بورثمادوغ.